# چکاوک تبتی

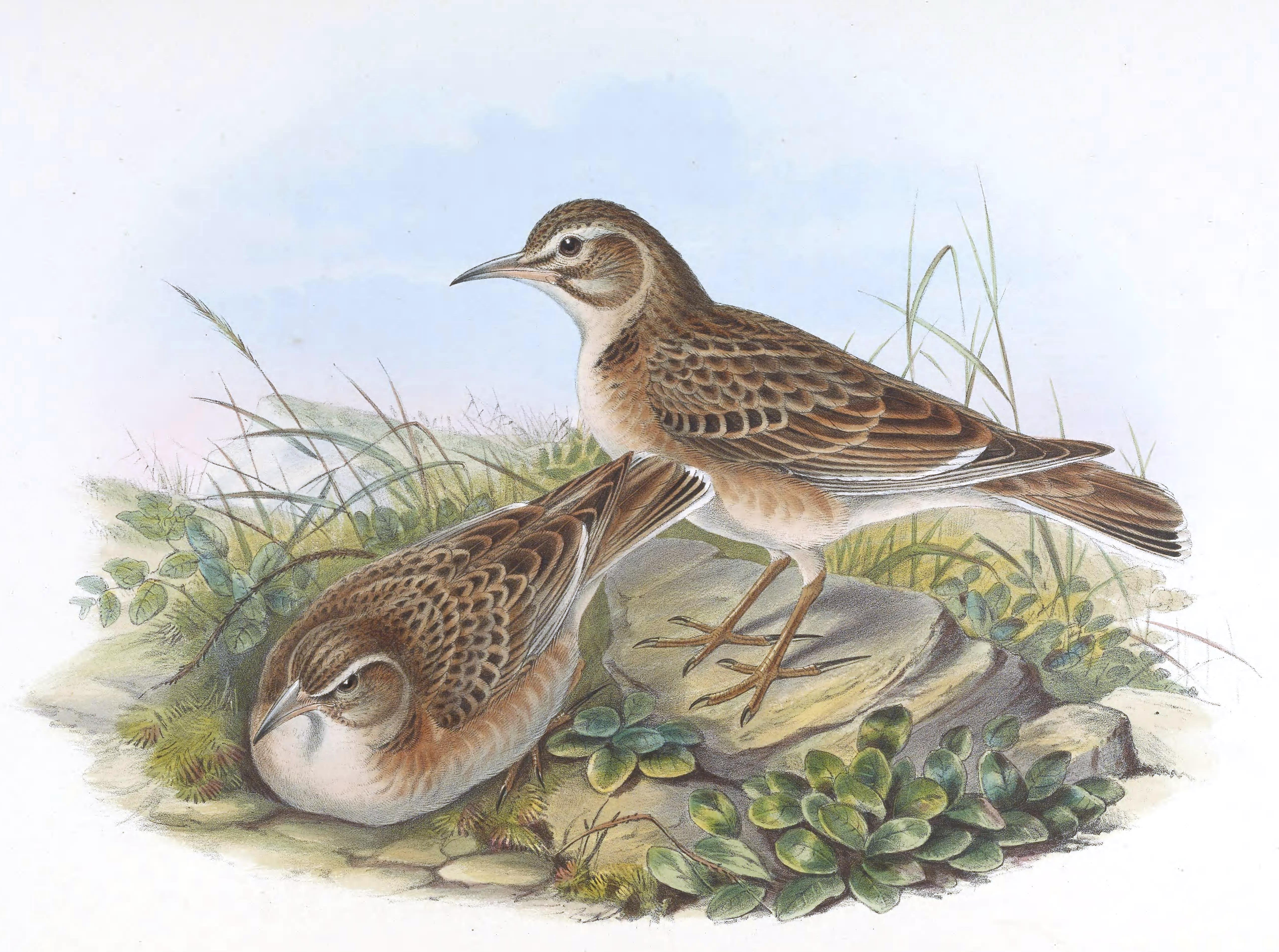
نقاشی از گونه نادر چکاوک تبتی

چکاوک تبتی (نام علمی: Melanocorypha maxima) نام یک گونه از سرده چکاوک‌های تنومند است.